# Márton Dárdai
Márton Dárdai (Berlino, 12 febbraio 2002) è un calciatore ungherese con cittadinanza tedesca, difensore dell'Hertha Berlino e della nazionale ungherese.

## Biografia
È figlio dell'ex calciatore ed allenatore di calcio Pál Dárdai; anche suo fratello Palkó è un calciatore professionista.

## Caratteristiche tecniche
È un difensore centrale mancino dotato di buona tecnica di base che gli consente di impostare il gioco dalle retrovie.

## Carriera

### Club
Cresciuto nel settore giovanile dell'Hertha Berlino, debutta in prima squadra il 7 novembre 2020 in occasione dell'incontro di Bundesliga vinto 3-0 contro l'Augusta.

### Nazionale
Dopo avere rappresentato le selezioni giovanili tedesche, il 22 gennaio 2024 annuncia di volere rappresentare l'Ungheria, nazionale delle sue origini, da cui viene convocato per la prima volta il 12 marzo seguente. Fa il suo esordio con la massima selezione magiara 10 giorni dopo nell'amichevole vinta 1-0 contro la Turchia.

## Statistiche

### Presenze e reti nei club
Statistiche aggiornate al 19 maggio 2024.
| Stagione                 | Squadra                  | Campionato               | Campionato | Campionato | Coppe nazionali | Coppe nazionali | Coppe nazionali | Coppe continentali | Coppe continentali | Coppe continentali | Altre coppe | Altre coppe | Altre coppe | Totale | Totale | Totale |
| Stagione                 | Squadra                  | Comp                     | Pres       | Reti       | Comp            | Pres            | Reti            | Comp               | Pres               | Reti               | Comp        | Pres        | Reti        | Pres   | Reti   |        |
| ------------------------ | ------------------------ | ------------------------ | ---------- | ---------- | --------------- | --------------- | --------------- | ------------------ | ------------------ | ------------------ | ----------- | ----------- | ----------- | ------ | ------ | ------ |
| 2019-2020                | Hertha Berlino II        | RL                       | 3          | 0          |                 | -               | -               |                    | -                  | -                  |             | -           | -           | 3      | 0      |        |
| 2020-2021                | Hertha Berlino II        | RL                       | 3          | 0          |                 | -               | -               |                    | -                  | -                  |             | -           | -           | 3      | 0      |        |
| 2021-2022                | Hertha Berlino II        | RL                       | 1          | 0          |                 | -               | -               |                    | -                  | -                  |             | -           | -           | 1      | 0      |        |
| Totale Hertha Berlino II | Totale Hertha Berlino II | Totale Hertha Berlino II | 7          | 0          |                 | -               | -               |                    | -                  | -                  |             | -           | -           | 7      | 0      |        |
| 2020-2021                | Hertha Berlino           | BL                       | 12         | 0          | CG              | 0               | 0               |                    | -                  | -                  |             | -           | -           | 12     | 0      |        |
| 2021-2022                | Hertha Berlino           | BL                       | 12         | 0          | CG              | 1               | 0               |                    | -                  | -                  |             | -           | -           | 13     | 0      |        |
| 2022-2023                | Hertha Berlino           | BL                       | 17         | 1          | CG              | 0               | 0               |                    | -                  | -                  |             | -           | -           | 17     | 1      |        |
| 2023-2024                | Hertha Berlino           | 2.BL                     | 29         | 0          | CG              | 4               | 0               |                    | -                  | -                  |             | -           | -           | 33     | 0      |        |
| Totale Hertha Berlino    | Totale Hertha Berlino    | Totale Hertha Berlino    | 70         | 1          |                 | 5               | 0               |                    | -                  | -                  |             | -           | -           | 75     | 1      |        |
| Totale carriera          | Totale carriera          | Totale carriera          | 77         | 1          |                 | 5               | 0               |                    | -                  | -                  |             | -           | -           | 75     | 1      |        |

### Cronologia presenze e reti in nazionale
| Cronologia completa delle presenze e delle reti in nazionale ― Ungheria | Cronologia completa delle presenze e delle reti in nazionale ― Ungheria | Cronologia completa delle presenze e delle reti in nazionale ― Ungheria | Cronologia completa delle presenze e delle reti in nazionale ― Ungheria | Cronologia completa delle presenze e delle reti in nazionale ― Ungheria | Cronologia completa delle presenze e delle reti in nazionale ― Ungheria | Cronologia completa delle presenze e delle reti in nazionale ― Ungheria | Cronologia completa delle presenze e delle reti in nazionale ― Ungheria |
| Data                                                                    | Città                                                                   | In casa                                                                 | Risultato                                                               | Ospiti                                                                  | Competizione                                                            | Reti                                                                    | Note                                                                    |
| ----------------------------------------------------------------------- | ----------------------------------------------------------------------- | ----------------------------------------------------------------------- | ----------------------------------------------------------------------- | ----------------------------------------------------------------------- | ----------------------------------------------------------------------- | ----------------------------------------------------------------------- | ----------------------------------------------------------------------- |
| 22-3-2024                                                               | Budapest                                                                | Ungheria                                                                | 1 – 0                                                                   | Turchia                                                                 | Amichevole                                                              | -                                                                       | 67’                                                                     |
| 26-3-2024                                                               | Budapest                                                                | Ungheria                                                                | 2 – 0                                                                   | Kosovo                                                                  | Amichevole                                                              | -                                                                       |                                                                         |
| 4-6-2024                                                                | Dublino                                                                 | Irlanda                                                                 | 2 – 1                                                                   | Ungheria                                                                | Amichevole                                                              | -                                                                       |                                                                         |
| 15-6-2024                                                               | Colonia                                                                 | Ungheria                                                                | 1 – 3                                                                   | Svizzera                                                                | Euro 2024 - 1º turno                                                    | -                                                                       | 79’                                                                     |
| 19-6-2024                                                               | Stoccarda                                                               | Germania                                                                | 2 – 0                                                                   | Ungheria                                                                | Euro 2024 - 1º turno                                                    | -                                                                       |                                                                         |
| 23-6-2024                                                               | Stoccarda                                                               | Scozia                                                                  | 0 – 1                                                                   | Ungheria                                                                | Euro 2024 - 1º turno                                                    | -                                                                       | 74’                                                                     |
| 7-9-2024                                                                | Düsseldorf                                                              | Germania                                                                | 5 – 0                                                                   | Ungheria                                                                | UEFA Nations League 2024-2025 - 1º turno                                | -                                                                       |                                                                         |
| 10-9-2024                                                               | Budapest                                                                | Ungheria                                                                | 0 – 0                                                                   | Bosnia ed Erzegovina                                                    | UEFA Nations League 2024-2025 - 1º turno                                | -                                                                       |                                                                         |
| 11-10-2024                                                              | Budapest                                                                | Ungheria                                                                | 1 – 1                                                                   | Paesi Bassi                                                             | UEFA Nations League 2024-2025 - 1º turno                                | -                                                                       | 46’                                                                     |
| 16-11-2024                                                              | Amsterdam                                                               | Paesi Bassi                                                             | 4 – 0                                                                   | Ungheria                                                                | UEFA Nations League 2024-2025 - 1º turno                                | -                                                                       | 55’                                                                     |
| 19-11-2024                                                              | Budapest                                                                | Ungheria                                                                | 1 – 1                                                                   | Germania                                                                | UEFA Nations League 2024-2025 - 1º turno                                | -                                                                       |                                                                         |
| 20-3-2025                                                               | Istanbul                                                                | Turchia                                                                 | 3 – 1                                                                   | Ungheria                                                                | UEFA Nations League 2024-2025 - Play-off                                | -                                                                       |                                                                         |
| 23-3-2025                                                               | Budapest                                                                | Ungheria                                                                | 0 – 3                                                                   | Turchia                                                                 | UEFA Nations League 2024-2025 - Play-off                                | -                                                                       | 52’ 61’                                                                 |
| 6-6-2025                                                                | Budapest                                                                | Ungheria                                                                | 0 – 2                                                                   | Svezia                                                                  | Amichevole                                                              | -                                                                       | 78’                                                                     |
| 10-6-2025                                                               | Baku                                                                    | Azerbaigian                                                             | 1 – 2                                                                   | Ungheria                                                                | Amichevole                                                              | -                                                                       |                                                                         |
| Totale                                                                  |                                                                         | Presenze                                                                | 15                                                                      |                                                                         | Reti                                                                    | 0                                                                       |                                                                         |